# Paul-Friedrich Martins
Paul-Friedrich Martins (* 28. Dezember 1928 in Rostock; † 10. Mai 2015 in Neubrandenburg) war ein evangelisch-lutherischer Geistlicher.

## Leben
Paul-Friedrich Martins wuchs in Rostock, Schwerin und Güstrow auf. 1937 übersiedelte die Familie nach Osterode am Harz, wo der Vater Paul Martins (1899–1982) Leiter des Stadtbauamtes geworden war. 1948 machte er am Gymnasium sein Abitur und studierte danach in Hamburg, Erlangen und Göttingen Theologie. 1957 schloss er in Schwerin das 2. Theologische Examen ab. 1962 heiratete er in Sülsdorf, wo er die Pfarrstelle verwaltete.
Martins wurde in den Leiterkreis der Aktion Sühnezeichen der DDR berufen. 1968 übernahm er eine der Pfarrstellen an der St.-Johanneskirche in Neubrandenburg. Während der Wende im Herbst 1989 wurden ihm wichtige Aufgaben bei der Organisation und Durchführung der Friedensgebete, der Lichter-Demonstrationen und der Gesprächsforen übertragen. Anfang 1991 übernahm er die Soldatenseelsorge am Militärstandort Neubrandenburg. 1993 trat er in den beruflichen Ruhestand.
Im Januar 1992 wurde Martins Mitglied der Fritz Reuter Gesellschaft, deren Geschäftsführer er ab 1997 für 12 Jahre war. Bis zu seinem Tode war er im Beirat der Gesellschaft. 2006 wurde Martins der Ehrenbrief der Fritz Reuter Gesellschaft verliehen.
Paul-Friedrich Martins starb an den Folgen eines schweren Unfalls, den er während eines Besorgungsganges durch die Stadt erlitten hatte. Er wurde am 18. Mai 2015 in Weitin begraben.

## Schriften
- Texte aus bewegter Zeit: Predigten und Ansprachen. Admannshagen-Bargeshagen: BS-Verlag-Rostock 2012 ISBN 978-3-86785-192-3